# AFC President's Cup 2013
De AFC President's Cup 2013 was de negende editie van dit voetbalbekertoernooi voor clubteams van de Aziatische voetbalbond AFC.

## Deelname
Deelname aan het toernooi is voorbehouden voor clubs uit landen die vanwege hun positie in de AFC-ranking niet in aanmerking komen om aan de AFC Champions League of de AFC Cup deel te nemen. Wel is een vereiste dat die landen een acceptabele competitie hebben. De twaalf teams die dit jaar deelnemen worden in drie groepen van elk vier teams verdeeld. Elke groep speelt zijn wedstrijden in een gastland.

## Toernooi
Loting
De loting voor de AFC President's Cup 2013werd gehouden in het hoofdkantoor van de AFC op 19 maart 2013. Cambodja, Nepal, en Filipijnen werden geselecteerd om de groepen te organiseren.

### Eerste ronde
De wedstrijden werden gespeeld tussen 2 mei 2013 en 12 mei 2013. De top twee van elke groep plaatste zich voor de tweede ronde.

#### Groep A
- Wedstrijden werden gespeeld in Kathmandu, Nepal, van 7 tot en met 11 mei 2013. Alle tijden zijn UTC+5:45.[2]

| Team                 | Gsp | W | G | V | DV | DT | DS | Ptn |
| -------------------- | --- | - | - | - | -- | -- | -- | --- |
| Three Star Club      | 3   | 1 | 2 | 0 | 5  | 3  | +2 | 5   |
| Erchim               | 3   | 1 | 1 | 1 | 1  | 2  | −1 | 4   |
| Taiwan Power Company | 3   | 0 | 3 | 0 | 3  | 3  | 0  | 3   |
| Dhaka Abahani        | 3   | 0 | 2 | 1 | 2  | 3  | −1 | 2   |

|                  |                      |     |        |                                                                                            |
| 7 mei 2013 15:10 | Taiwan Power Company | 0–0 | Erchim | Dasarath Rangasala Stadium, Kathmandu Toeschouwers: 1.000 Scheidsrechter: Masoud Tufaylieh |
| 7 mei 2013 15:10 | Verslag              |     |        | Dasarath Rangasala Stadium, Kathmandu Toeschouwers: 1.000 Scheidsrechter: Masoud Tufaylieh |

|                  |                 |         |               |                                                                                      |
| 7 mei 2013 18:10 | Three Star Club | 1-1     | Dhaka Abahani | Dasarath Rangasala Stadium, Kathmandu Toeschouwers: 4.000 Scheidsrechter: Ali Shaban |
| 7 mei 2013 18:10 | Shrestha 15'    | Verslag | Touhidul 38'  | Dasarath Rangasala Stadium, Kathmandu Toeschouwers: 4.000 Scheidsrechter: Ali Shaban |

|                  |               |         |                      |                                                                                             |
| 9 mei 2013 15:10 | Dhaka Abahani | 1–1     | Taiwan Power Company | Dasarath Rangasala Stadium, Kathmandu Toeschouwers: 600 Scheidsrechter: Charymurat Kurbanov |
| 9 mei 2013 15:10 | Shakhawat 5'  | Verslag | Huang Kai-jun 14'    | Dasarath Rangasala Stadium, Kathmandu Toeschouwers: 600 Scheidsrechter: Charymurat Kurbanov |

|                  |        |         |                     |                                                                                           |
| 9 mei 2013 18:10 | Erchim | 0-2     | Three Star Club     | Dasarath Rangasala Stadium, Kathmandu Toeschouwers: 3.000 Scheidsrechter: Khurram Shahzad |
| 9 mei 2013 18:10 |        | Verslag | Zikahi 10' Femi 64' | Dasarath Rangasala Stadium, Kathmandu Toeschouwers: 3.000 Scheidsrechter: Khurram Shahzad |

|                   |                 |         |                      |                                                                                      |
| 11 mei 2013 15:10 | Three Star Club | 1-0     | Taiwan Power Company | Dasarath Rangasala Stadium, Kathmandu Toeschouwers: 1.000 Scheidsrechter: Ali Shaban |
| 11 mei 2013 15:10 | Batbilguun 59'  | Verslag |                      | Dasarath Rangasala Stadium, Kathmandu Toeschouwers: 1.000 Scheidsrechter: Ali Shaban |

|                   |                          |         |                   |                                                                        |
| 11 mei 2013 18:10 | Erchim                   | 2-2     | Dhaka Abahani     | Dasarath Rangasala Stadium, Kathmandu Scheidsrechter: Ammar Al Junaibi |
| 11 mei 2013 18:10 | Zikahi 6' Budhathoki 15' | Verslag | Huang Kai-jun 20' | Dasarath Rangasala Stadium, Kathmandu Scheidsrechter: Ammar Al Junaibi |

#### Groep B
- Wedstrijden werden gespeeld in Cebu City, Filipijnen van 8 mei tot en met 12 mei 2013. Alle tijden zijn UTC+8.[3]

| Team           | Gsp | W | G | V | DV | DT | DS  | Ptn |
| -------------- | --- | - | - | - | -- | -- | --- | --- |
| Dordoi Bishkek | 3   | 2 | 1 | 0 | 16 | 2  | +14 | 7   |
| KRL            | 3   | 2 | 0 | 1 | 11 | 1  | +10 | 7   |
| Global         | 3   | 1 | 0 | 2 | 6  | 8  | −2  | 3   |
| Yeedzin        | 3   | 0 | 0 | 3 | 0  | 22 | −22 | 0   |

|                  |                |         |                  |                                                                                      |
| 8 mei 2013 16:30 | Dordoi Bishkek | 1–1     | KRL              | Cebu City Sports Complex, Cebu City Toeschouwers: 1.100 Scheidsrechter: Nivon Robesh |
| 8 mei 2013 16:30 | Kharchenko 23' | Verslag | Ishaq 50' (pen.) | Cebu City Sports Complex, Cebu City Toeschouwers: 1.100 Scheidsrechter: Nivon Robesh |

|                  |                                                                    |         |         |                                                                                           |
| 8 mei 2013 19:30 | Global FC                                                          | 5–0     | Yeedzin | Cebu City Sports Complex, Cebu City Toeschouwers: 2.500 Scheidsrechter: Mukhtar Al Yarimi |
| 8 mei 2013 19:30 | Reichelt 5' De Murga 9' Starosta 15' Bahadoran 20' Mw. Angeles 64' | Verslag |         | Cebu City Sports Complex, Cebu City Toeschouwers: 2.500 Scheidsrechter: Mukhtar Al Yarimi |

|                   |         |         |                                                                                    |                                                                                         |
| 10 mei 2013 16:30 | Yeedzin | 0–9     | Dordoi Bishkek                                                                     | Cebu City Sports Complex, Cebu City Toeschouwers: 900 Scheidsrechter: Mohammad Abu Loum |
| 10 mei 2013 16:30 |         | Verslag | Murzaev 9', 41', 50', 72', 80' (pen.) Rustamov 30', 84' Shamshiev 54' Kaleutin 62' | Cebu City Sports Complex, Cebu City Toeschouwers: 900 Scheidsrechter: Mohammad Abu Loum |

|                   |                   |         |           |                                                                                 |
| 10 mei 2013 19:30 | KRL               | 2-0     | Global FC | Cebu City Sports Complex, Cebu City Toeschouwers: 4.352 Scheidsrechter: Wang Di |
| 10 mei 2013 19:30 | Khan 12' Adil 77' | Verslag |           | Cebu City Sports Complex, Cebu City Toeschouwers: 4.352 Scheidsrechter: Wang Di |

|                   |                                                                                         |         |         |                                                                                                 |
| 12 mei 2013 16:30 | KRL                                                                                     | 8–0     | Yeedzin | Cebu City Sports Complex, Cebu City Toeschouwers: 1.315 Scheidsrechter: Nagor Amir Noor Mohamed |
| 12 mei 2013 16:30 | Kalim Ullah 4' (pen.), 71', 75', 83', 90+1' Abid Khan 37' Us-Salam 44' Saad Ullah 45+1' | Verslag |         | Cebu City Sports Complex, Cebu City Toeschouwers: 1.315 Scheidsrechter: Nagor Amir Noor Mohamed |

|                   |             |        |                                                              |                                                                                      |
| 12 mei 2013 19:30 | Global      | 1–6    | Dordoi Bishkek                                               | Cebu City Sports Complex, Cebu City Toeschouwers: 4.725 Scheidsrechter: Nivon Robesh |
| 12 mei 2013 19:30 | De Murga 9' | Report | Murzaev 14', 25' (pen.), 55', 64' Shamshiev 77' Tetteh 90+3' | Cebu City Sports Complex, Cebu City Toeschouwers: 4.725 Scheidsrechter: Nivon Robesh |

#### Groep C
- Wedstrijden werden gespeeld in Phnom Penh, Cambodja. Alle tijden zijn UTC+7.[4]

| Team                    | Gsp | W | G | V | DV | DT | DS  | Ptn |
| ----------------------- | --- | - | - | - | -- | -- | --- | --- |
| Balkan                  | 3   | 3 | 0 | 0 | 10 | 2  | +8  | 9   |
| Hilal Al-Quds           | 3   | 2 | 0 | 1 | 13 | 3  | +10 | 6   |
| Boeung Ket Rubber Field | 3   | 1 | 0 | 2 | 6  | 3  | +3  | 3   |
| Sri Lanka Army          | 3   | 0 | 0 | 3 | 0  | 21 | −21 | 0   |

|                  |                                                             |         |                |                                                                                          |
| 6 mei 2013 16:00 | Boeung Ket Rubber Field                                     | 6-0     | Sri Lanka Army | Olympic Stadium, Phnom Penh Toeschouwers: 400 Scheidsrechter: Mohanad Qasim Eesee Sarray |
| 6 mei 2013 16:00 | Vathanaka 8', 27' (pen.), 61', 89' Sokngon 72' Sokpheng 85' | Verslag |                | Olympic Stadium, Phnom Penh Toeschouwers: 400 Scheidsrechter: Mohanad Qasim Eesee Sarray |

|                  |                                  |         |                               |                                                                              |
| 6 mei 2013 13:00 | Hilal Al-Quds                    | 3-2     | Balkan                        | Olympic Stadium, Phnom Penh Toeschouwers: 4.000 Scheidsrechter: Yu Ming-hsun |
| 6 mei 2013 13:00 | Abu Rwais 39' Kettlun 73' (pen.) | Verslag | Garadanow 5' Gurbani 79', 89' | Olympic Stadium, Phnom Penh Toeschouwers: 4.000 Scheidsrechter: Yu Ming-hsun |

|                  |                |         | |                                                                            |
| 8 mei 2013 13:00 | Sri Lanka Army | 0–10    | Hilal Al-Quds                                                                                                 | Olympic Stadium, Phnom Penh Toeschouwers: 700 Scheidsrechter: Pratap Singh |
| 8 mei 2013 13:00 |                | Verslag | Kettlun 13' (pen.), 48' (pen.), 79' Abugharqud 35', 49' Obaid 66' Lafi 68', 86' Abu Jazar 90' Abu Rwais 90+2' | Olympic Stadium, Phnom Penh Toeschouwers: 700 Scheidsrechter: Pratap Singh |

|                  |                           |         |                         |                                                                                    |
| 8 mei 2013 16:00 | Balkan                    | 2–0     | Boeung Ket Rubber Field | Olympic Stadium, Phnom Penh Toeschouwers: 5.000 Scheidsrechter: Tayeb Shamsuzzaman |
| 8 mei 2013 16:00 | Garadanow 8' Şirmedow 85' | Verslag |                         | Olympic Stadium, Phnom Penh Toeschouwers: 5.000 Scheidsrechter: Tayeb Shamsuzzaman |

|                   |                                                                             |         |                |                                                                            |
| 10 mei 2013 13:00 | Balkan                                                                      | 5–0     | Sri Lanka Army | Olympic Stadium, Phnom Penh Toeschouwers: 500 Scheidsrechter: Yu Ming-hsun |
| 10 mei 2013 13:00 | Çoňkaýew 2' Baýramow 13' Şirmedow 56' Atamämmedow 74' Yamanalage 79' (e.d.) | Verslag |                | Olympic Stadium, Phnom Penh Toeschouwers: 500 Scheidsrechter: Yu Ming-hsun |

|                   |                         |         |                |                                                                               |
| 10 mei 2013 16:00 | Boeung Ket Rubber Field | 0–1     | Hilal Al-Quds  | Olympic Stadium, Phnom Penh Toeschouwers: 5.500 Scheidsrechter: Mohanad Qasim |
| 10 mei 2013 16:00 |                         | Verslag | Abugharqud 87' | Olympic Stadium, Phnom Penh Toeschouwers: 5.500 Scheidsrechter: Mohanad Qasim |

### Tweede ronde
De wedstrijden werden gespeeld van 23 september tot en met 29 september 2013.  De zes teams werden ingedeeld in twee groepen van drie. De groepswinnaars plaatsten zich voor de finale. De loting voor het eindtoernooi vond plaats op 31 juli 2013  in Kuala Lumpur, Maleisië.

### Groep A
| Team            | Gsp | W | G | V | DV | DT | DS  | Ptn |
| --------------- | --- | - | - | - | -- | -- | --- | --- |
| Balkan          | 2   | 2 | 0 | 0 | 10 | 0  | +10 | 6   |
| Erchim          | 2   | 0 | 1 | 1 | 1  | 5  | −4  | 1   |
| Three Star Club | 2   | 0 | 1 | 1 | 1  | 7  | −6  | 1   |

|                         |                 |                                                                                      |        |                                                                                               |
| 23 september 2013 16:45 | Three Star Club | 0–6                                                                                  | Balkan | Hang Jebat Stadium, Malacca Toeschouwers: 156 Scheidsrechter: Muhammad Taqi Al-Jaafari Jahari |
| 23 september 2013 16:45 |                 | Tkachenko 22' Garadanow 24' Saparow 59' Şirmedow 63' Gurbani 78' (pen.) Çoňkaýew 87' |        | Hang Jebat Stadium, Malacca Toeschouwers: 156 Scheidsrechter: Muhammad Taqi Al-Jaafari Jahari |

|                         |             |     |                 |                                                                             |
| 25 september 2013 19:45 | Erchim      | 1–1 | Three Star Club | Hang Jebat Stadium, Malacca Toeschouwers: 245 Scheidsrechter: Mohanad Qasim |
| 25 september 2013 19:45 | Battulga 8' |     | Zikahi 90+1'    | Hang Jebat Stadium, Malacca Toeschouwers: 245 Scheidsrechter: Mohanad Qasim |

|                         |                                                     |     |        |                                                                                  |
| 27 september 2013 19:45 | Balkan                                              | 4–0 | Erchim | Hang Jebat Stadium, Malacca Toeschouwers: 142 Scheidsrechter: Abdullah Al Hilali |
| 27 september 2013 19:45 | Saparow 59' Gurbani 76' (pen.), 86' Hojaahmedow 81' |     |        | Hang Jebat Stadium, Malacca Toeschouwers: 142 Scheidsrechter: Abdullah Al Hilali |

### Groep B
| Team           | Gsp | G | G | V | DV | DT | DS | Ptn |
| -------------- | --- | - | - | - | -- | -- | -- | --- |
| KRL            | 2   | 2 | 0 | 0 | 3  | 0  | +3 | 6   |
| Hilal Al-Quds  | 2   | 1 | 0 | 1 | 3  | 4  | −1 | 3   |
| Dordoi Bishkek | 2   | 0 | 0 | 2 | 2  | 4  | −2 | 0   |

|                         |                |                 |     |                                                                                |
| 23 september 2013 19:45 | Dordoi Bishkek | 0-1             | KRL | Hang Jebat Stadium, Malacca Toeschouwers: 185 Scheidsrechter: Ammar Al-Jeneibi |
| 23 september 2013 19:45 |                | Kalim Ullah 76' |     | Hang Jebat Stadium, Malacca Toeschouwers: 185 Scheidsrechter: Ammar Al-Jeneibi |

|                         |                           |     |                             |                                                                                            |
| 25 september 2013 16:45 | Hilal Al-Quds             | 3-2 | Dordoi Bishkek              | Hang Jebat Stadium, Malacca Toeschouwers: 250 Scheidsrechter: Mohd Amirul Izwan Bin Yaacob |
| 25 september 2013 16:45 | Salhe 57' Roma 85', 90+3' |     | Otkeev 45+2' Rustamov 90+1' | Hang Jebat Stadium, Malacca Toeschouwers: 250 Scheidsrechter: Mohd Amirul Izwan Bin Yaacob |

|                         |                            |     |               |                                                                                               |
| 27 september 2013 16:45 | KRL                        | 2–0 | Hilal Al-Quds | Hang Jebat Stadium, Malacca Toeschouwers: 197 Scheidsrechter: Muhammad Taqi Al-Jaafari Jahari |
| 27 september 2013 16:45 | Kalim Ullah 77' Adil 90+3' |     |               | Hang Jebat Stadium, Malacca Toeschouwers: 197 Scheidsrechter: Muhammad Taqi Al-Jaafari Jahari |

### Finale
|                         |             |         |     |                                                                                |
| 29 september 2013 19:45 | Balkan      | 1–0     | KRL | Hang Jebat Stadium, Malacca Toeschouwers: 578 Scheidsrechter: Ammar Al-Jeneibi |
| 29 september 2013 19:45 | Gurbani 87' | Verslag |     | Hang Jebat Stadium, Malacca Toeschouwers: 578 Scheidsrechter: Ammar Al-Jeneibi |